# Mikel Balenziaga
Mikel Balenziaga Oruesagasti (Zumarraga, 29 februari 1989) is een Spaans voetballer die doorgaans als linksback speelt.

## Clubcarrière
Balenziaga speelde twee seizoenen voor het tweede elftal van Real Sociedad. In 2008 stapte hij over naar rivaal Athletic Bilbao. Op 14 september 2008 debuteerde hij samen met Ander Iturraspe in de Primera División voor Athletic Bilbao tegen Málaga CF. Tijdens het seizoen 2009/10 speelde hij op uitleenbasis voor CD Numancia. In 2011 verhuisde hij naar Real Valladolid, waar hij twee seizoenen verbleef. In 2013 werd hij voor een half miljoen euro teruggekocht door Athletic Bilbao.

## Interlandcarrière
Balenziaga haalde vijf caps voor Spanje –19. In 2008 speelde hij zijn enige interland voor Spanje –21.

## Erelijst
| Supercopa de España | 1x | 2015 |

1 Simón ·
3 Vivian ·
4 Paredes ·
5 Álvarez ·
6 Vesga ·
7 Berenguer ·
8 Sancet ·
9 I. Williams ·
10 Muniain  ·
11 N. Williams ·
12 Guruzeta ·
13 Agirrezabala ·
14 D. García ·
15 Lekue ·
16 Ruiz de Galarreta ·
17 Berchiche ·
18 De Marcos ·
19 García de Albéniz ·
20 Villalibre ·
21 Herrera ·
22 R. García ·
23 Nolaskoain ·
24 Prados ·
29 Ares ·
30 Gómez ·
Coach: Valverde